# Сок-Рапидс (тауншип, Миннесота)
Сок-Рапидс (англ. Sauk Rapids) — тауншип в округе Бентон, Миннесота, США. На 2000 год его население составило 723 человека.

## География
По данным Бюро переписи населения США площадь тауншипа составляет 21,6 км², из которых 21,2 км² занимает суша, а 0,4 км² — вода (1,92 %).

## Демография
По данным переписи населения 2000 года здесь находились 723 человека, 270 домохозяйств и 201 семья. Плотность населения — 34,1 чел./км². На территории тауншипа расположено 274 постройки со средней плотностью 12,9 построек на один квадратный километр. Расовый состав населения: 98,34 % белых, 0,28 % афроамериканцев, 0,14 % коренных американцев, 0,55 % азиатов, 0,28 % — других рас США и 0,41 % приходится на две или более других рас. Испанцы или латиноамериканцы любой расы составляли 0,28 % от популяции тауншипа.
Из 270 домохозяйств в 37,0 % воспитывались дети до 18 лет, в 63,7 % проживали супружеские пары, в 5,9 % проживали незамужние женщины и в 25,2 % домохозяйств проживали несемейные люди. 15,6 % домохозяйств состояли из одного человека, при том 5,2 % из — одиноких пожилых людей старше 65 лет. Средний размер домохозяйства — 2,68, а семьи — 3,07 человека.
27,0 % населения — младше 18 лет, 10,9 % — в возрасте от 18 до 24 лет, 28,2 % — от 25 до 44, 24,8 % — от 45 до 64, и 9,1 % — старше 65 лет. Средний возраст — 36 лет. На каждые 100 женщин приходилось 98,6 мужчин. На каждые 100 женщин старше 18 приходилось 95,6 мужчин.
Средний годовой доход домохозяйства составлял 61 161 доллар, а средний годовой доход семьи — 67 500 долларов. Средний доход мужчин — 39 750 долларов, в то время как у женщин — 24 554. Доход на душу населения составил 24 421 доллар. За чертой бедности находились 3,4 % семей и 2,2 % всего населения тауншипа, из которых 0,5 % младше 18 и 3,2 % старше 65 лет.

## Интересные факты
На территории сравнительно небольшого населённого пункта располагаются четыре кладбища: Benton, Pioneer Benton County, Sacred Heart и Trinity.